# Авенс, Харий
Ха́рий А́венс (латыш. Harijs Avens; 21 октября 1910 — 27 декабря 1976) — советский и латвийский актёр.

## Биография
Харий Авенс родился 21 октября 1910 года в Вецпиебалгской волости Цесисского уезда в крестьянской семье.
Окончил Цесвайнскую среднюю школу (1928) и театральные курсы Э. Фелдманиса в Риге (1931). Учился на правоведческом и народнохозяйственном факультетах Латвийского университета.
Актёр Национального театра (1930—1938). Работал в военно-строительной части немецкой армии, после окончания Второй Мировой войны прошёл проверку в фильтрационном лагере близ Ленинграда. По возвращении в Латвию вновь актёр Национального театра, сменившего к тому времени название на Драматический театр имени А. Упита (1946—1971).
Снимался в кино, часто приглашался режиссёрами на небольшие и эпизодические роли. Пик активности пришёлся на 1950-е и 1960-е годы.
Скончался 27 декабря 1976 года в Риге, похоронен на Лесном кладбище. На могиле актёра установлен памятник работы скульптора Ливии Резевски (1980).

## Творчество

### Роли в театре

#### Национальный театр (Драматический театр им. А. Упита)
- 1934 — «Кришус Лакстс» Атиса Доку — Кузнец Иошка
- 1934 — «Сын рыбака» по роману Вилиса Лациса — Джим
- 1936 — «Виндзорские насмешницы» Уильяма Шекспира — Бездельник
- 1937 — «В трёх шагах от счастья» Я. Зейболта — Дауцис
- 1938 — «Луиза Миллер» Фридриха Шиллера — Фон Кальтц
- 1948 — «Золотой конь» Райниса — Биернс
- 1950 — «Земля зелёная» Андрея Упита — Личу Жанис
- 1950 — «Борьба без линии фронта» Аугуста Якобсона — Дядя Симс
- 1950 — «Времена землемеров» братьев Каудзите — Бисарс
- 1954 — «Голос и эхо» Андрея Упита — Дзина
- 1955 — «На дне» Максима Горького — Медведев
- 1960 — «Чайка» А. П. Чехова — Шамраев
- 1967 — «Йыннь с острова Кихну — дикий капитан» Юхана Смуула — Валли

### Фильмография
- 1939 — Сын рыбака — Джим
- 1947 — Возвращение с победой — Юрциньш
- 1949 — Райнис
- 1949 — Встреча на Эльбе — американец
- 1955 — К новому берегу — батрак
- 1955 — Весенние заморозки — купец
- 1956 — Урок истории — немецкий рабочий
- 1956 — После шторма — Гулбис
- 1956 — За лебединой стаей облаков — городовой
- 1957 — Сын рыбака — Джим
- 1957 — Рита — дедушка Лусис
- 1958 — Повесть о латышском стрелке — Майзитис
- 1959 — Эхо — хозяин
- 1959 — Меч и роза — Биезайс
- 1960 — На пороге бури — Вилде
- 1961 — Чёртова дюжина
- 1962 — Кольца славы
- 1962 — День без вечера — Вагулис
- 1963 — Домик в дюнах
- 1963 — Генерал и маргаритки — рыбак
- 1963 — Армия «Трясогузки»
- 1965 — Клятва Гиппократа — больной
- 1966 — Эдгар и Кристина
- 1967 — Часы капитана Энрико — рыболов
- 1967 — Жаворонки прилетают первыми
- 1967 — Война под крышами
- 1968 — Времена землемеров — Бисарс
- 1969 — Мальчишки острова Ливов — дедушка Мартин
- 1970 — Слуги дьявола — палач
- 1971 — Остров сокровищ — Морган
- 1971 — В тени смерти — Цубукс
- 1972 — Слуги дьявола на чёртовой мельнице — Ратстхерр
- 1972 — Петерс — алкоголик
- 1973 — Афера Цеплиса — Милорд
- 1974 — Первое лето - строитель
- 1974 — Нападение на тайную полицию